# Subplot
Subplot eller underhandling är en till handlingen underordnad tråd (händelsekedja) inom fiktionen, som är en stödjande sidohistoria för någon handling eller för huvudhandlingen. Subplots kan ansluta till huvudhandlingen, i antingen tid eller rum eller i tematisk betydelse. Subplots innehåller ofta stödjande personer, sådana som står vid sidan av huvudpersonen eller motståndaren.
Subplots skiljer sig från huvudhandlingen genom att innehålla mindre aktion, innehålla mindre betydelsefulla händelser, med mindre betydelse för ”världen” i historien, och inverka på mindre betydande personer.
Inom manusförfattandet kallas en subplot för "B story" eller "C story," etc.

## Exempel
I William Shakespeares teaterpjäs Henry IV, Del II, beskrivs i huvudhandlingen hur Henry växer upp från "Hal" prinsen till "Henry" kungen och återerövringen av Frankrike. Men en subplot rör Falstaffs deltagande i slagen. Falstaff och Henry möts vid flera tillfällen, och Falstaff är en släkting till Henry, men i övrigt berör händelserna inte varandra. Även om handlingarna kan vara tematiskt förbundna, är de inte sammankopplade i händelsekedjan.
I William Shakespeares skådespel Kung Lear, beskriver huvudhandlingen hur Lear tar avstånd från sin trofasta dotter Cordelia och delar sitt rike mellan sina förrädiska äldre döttrar Goneril och Regan. Men där finns också en subplot som handlar om Earlen av Gloucester och hans två söner, Edgar och den illegitime Edmund. Edmund lurar Gloucester att tro att den trofasta Edgar konspirerar mot honom, vilket får Edgar att fly. Subplotten avspeglar de viktiga händelserna i huvudhandlingen, det vill säga fäder som tar miste mellan sina goda och dåliga barn. Men händelserna blandas, Goneril och Regan blir förälskade i Edmund efter att han har blivit Earl, och i en nyskrivning av pjäsen av Nahum Tate gifter sig Edgar med Cordelia i slutet.
När ingen enskild historia dominerar handlingen, så som i Aleksandr Solzhenitsyns roman Cancerkliniken, kan inte handlingen delas upp i huvudhandling och subplots. Noveller, på grund av sin korthet, och i stor utsträckning romaner innehåller vanligtvis ingen subplot.